# Awkwafina

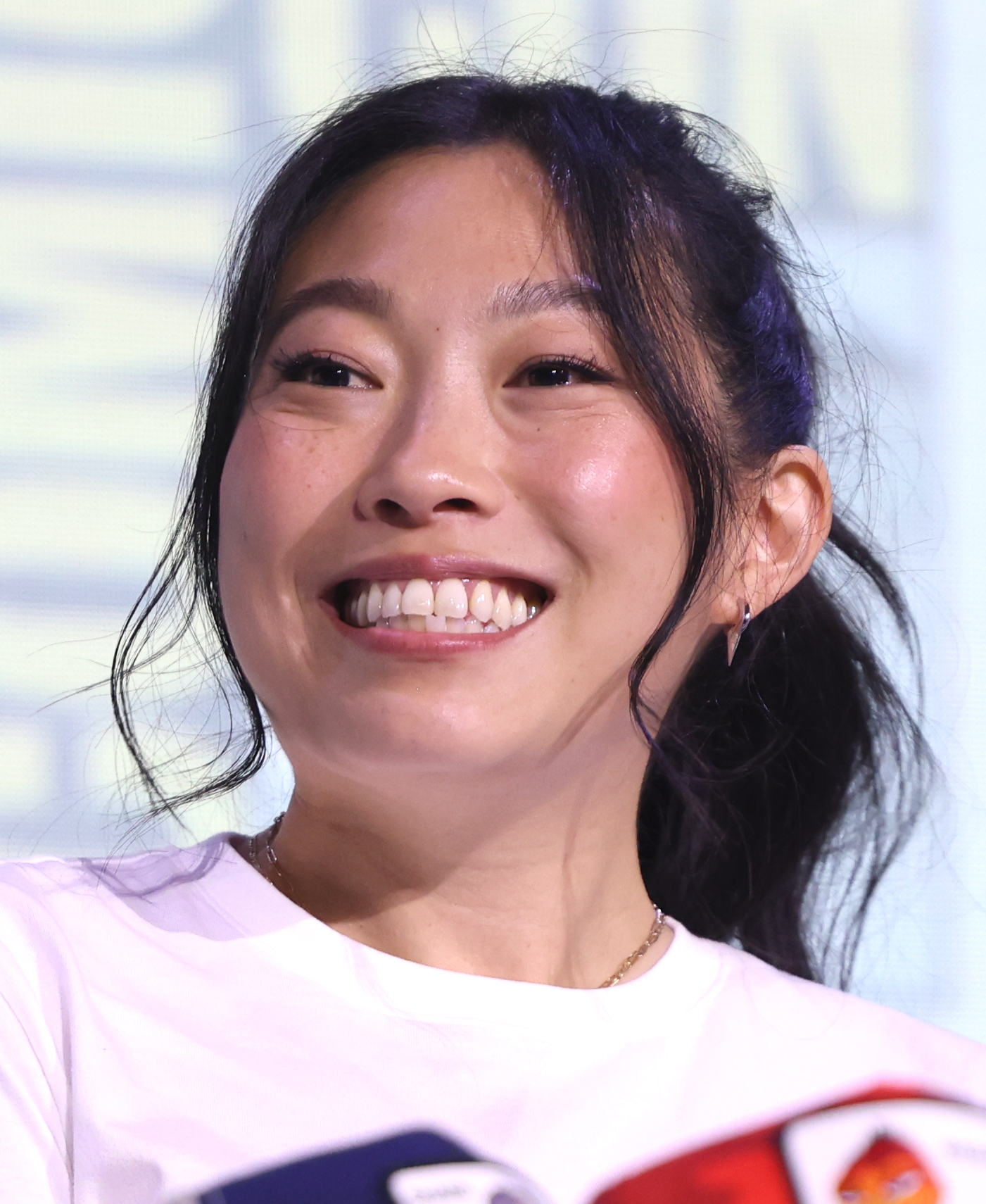
Awkwafina (2025)

Awkwafina (IPA ˌɔːkwəˈfiːnə, eigentlich Nora Lum; * 2. Juni 1988) ist eine US-amerikanische Rapperin, Moderatorin und Schauspielerin. Für die Hauptrolle im Film The Farewell wurde sie 2020 mit dem Golden Globe Award ausgezeichnet.

## Leben
Nora Lum ist das Kind eines sinoamerikanischen Vaters und einer südkoreanischen Mutter. Sie wuchs im Stadtteil Forest Hills, Queens, in New York City auf. Nora Lums chinesischer Name lautet Lin Jiazhen (chinesisch 林家珍, Pinyin Lín Jiāzhēn, Jyutping Lam4 Gaa1zan1). Ihr Großvater eröffnete in den 1940er Jahren als chinesischer Einwanderer ein kantonesisches Restaurant in Flushing, Queens. Lums Mutter starb, als sie vier Jahre alt war und sie wurde von ihrer Großmutter aufgezogen, die sie stark geprägt hat.
In ihrer Schulzeit spielte sie klassische Musik und Jazz auf der Trompete. Mit 16 Jahren nahm sie den Künstlernamen Awkwafina an. Nach der Schule, von 2006 bis 2008, ging sie für zwei Jahre nach Peking, um an der Universität für Sprache und Kultur Peking Chinesisch zu lernen. Lum studierte im Hauptfach Journalismus und Frauenforschung an der University at Albany. Sie absolvierte Praktika in den New Yorker Tageszeitungen Gotham Gazette und Times Union.
Zu ihrer Arbeit inspirierten sie Charles Bukowski, Anaïs Nin, Joan Didion, Tom Waits und Chet Baker.
Ende Juni 2020 wurde Awkwafina ein Mitglied der Academy of Motion Picture Arts and Sciences.

## Karriere

### Musikerin
Im Alter von 13 Jahren begann Lum zu rappen. Im Jahr 2012 erlangte sie Popularität mit dem Lied My Vag, den sie als Antwort auf Mickey Avalons Song My Dick schrieb, das entsprechende YouTube-Video erreichte bis Oktober 2020 über 5,8 Millionen Klicks. Ihr erstes Soloalbum, Yellow Ranger, veröffentlichte sie am 11. Februar 2014. Es enthält einige ihrer bereits auf YouTube veröffentlichten Singles, wie die Lieder Yellow Ranger, Queef und NYC Bitche$.
Sie nahm am Festival Supreme von Tenacious D am 25. Oktober 2014 teil. 2016 veröffentlichte sie gemeinsam mit Margaret Cho das Lied Green Tea, das Klischees über Asiatinnen behandelt.
Im Juni 2018 veröffentlichte Lum die EP In Fina We Trust.

### Schauspielerin

#### Filme
2016 spielte Lum eine Nebenrolle in Bad Neighbors 2 und die Hauptrolle in der Indie-Komödie Dude. Im selben Jahr sprach sie eine Rolle in der Animationskomödie Störche – Abenteuer im Anflug.
2017 spielte Lum in dem Film Crazy Rich von Warner Bros. die Figur der Peik Lin.
2018 war sie eine der acht titelgebenden Darstellerinnen im Ocean’s-Ableger Ocean’s 8.
Im April 2018 wurde bekannt, dass sie Teil der Besetzung des Sci-Fi-Thrillers Paradise Hills ist, dem Spielfilmdebüt von Alice Waddington, in dem auch Emma Roberts, Eiza González, Milla Jovovich und Danielle Macdonald spielen und der am 26. Januar 2019 auf dem Sundance Film Festival seine Premiere feierte. Nur einen Tag zuvor hatte ein anderer Film mit Awkwafina in der Hauptrolle Premiere, ebenfalls in Sundance: The Farewell von Lulu Wang. Darin verkörpert sie die Rolle der Billi Wang. Für ihre Darstellung wurde sie unter anderem mit einem Golden Globe Award in der Kategorie Beste Hauptdarstellerin – Komödie oder Musical ausgezeichnet.
In der Realverfilmung Arielle, die Meerjungfrau sprach Lum 2023 den Basstölpel Scuttle und sang das Lied The Scuttlebutt. Im selben Jahr übernahm sie die Sprechrolle des Vogels Chump aus Raus aus dem Teich. Ebenfalls 2023 hatte sie die Hauptrolle an der Seite von Nicholas Hoult im Film Renfield, in dem Nicolas Cage eine moderne Version von Dracula darstellt.

#### Fernseh- und Webserien
2014 wurde Lum in die Besetzung der dritten Staffel von Girl Code aufgenommen.
Lum war Moderatorin der selbstproduzierten Kurzwebserie Tawk, die bei den Webby Awards 2016 geehrt wurde und für den Streamy Award 2016 in der Kategorie „News and Culture“ nominiert wurde.
Sie spielte eine sporadisch wiederkehrend Rolle in der Hulu-Serie Future Man, die im November 2017 zum ersten Mal ausgestrahlt wurde.
Des Weiteren schrieb Lum das Drehbuch der fünften Folge der animierten Anthologie-Serie The Boys: Diabolical, einem Spin-off der Amazon-Eigenproduktion The Boys. Diese kann seit dem 4. März 2022 gestreamt werden.

### Autorin
Im Verlag Potter Style, einem Tochterverlag von Penguin Random House, veröffentlichte Lum 2015 ihren eigenen Reiseführer für New York City, mit dem Titel Awkwafina’s NYC.

### Ehrungen
Die Webseite Kore Asian Media wählte sie zum „Female Breakout“ des Jahres 2017.

## Engagement
Lum unterstützt Time’s Up, eine von Hollywood-Prominenten initiierte Kampagne gegen sexuelle Belästigung. Weiterhin setzt sie sich für mehr Regisseurinnen in der Filmbranche und gegen die Klischees über asiatische Frauen in den Medien ein. Rollen, die von ihr verlangen, mit asiatischem Akzent zu sprechen, lehnt sie daher ab.

## Diskografie
- 2014: Yellow Ranger (Album)
- 2018:  In Fina We Trust (Album)

## Filmografie (Auswahl)
- 2014: Girl Code (6 Episoden)
- 2015: Bad Rap
- 2015: Girl Code Live
- 2016: Bad Neighbors 2 (Neighbors 2: Sorority Rising)
- 2016: Störche – Abenteuer im Anflug (Storks)
- 2016: Regular Show – Völlig abgedreht (Regular Show, 2 Episoden)
- 2017: Future Man
- 2018: Animals. (Episode 3x10 Roachella, Stimme)
- 2018: Dude
- 2018: Ocean’s 8
- 2018: Crazy Rich (Crazy Rich Asians)
- 2019: Weird City (Episode 1x06 Below)
- 2019: Die Simpsons (The Simpsons, 2 Episoden, Stimme)
- 2019: Tuca & Bertie (Episode 1x02 The Promotion)
- 2019: The Farewell
- 2019: Paradise Hills
- 2019: Angry Birds 2 – Der Film (The Angry Birds Movie 2, Stimme)
- 2019: Jumanji: The Next Level
- 2019: Der dunkle Kristall: Ära des Widerstands (The Dark Crystal: Age of Resistance, 7 Episoden, Stimme)
- 2020: SpongeBob Schwammkopf: Eine schwammtastische Rettung (The SpongeBob Movie: Sponge on the Run, Stimme)
- 2020–2023: Awkwafina Is Nora from Queens (Fernsehserie, 27 Episoden, auch Schöpferin)
- 2021: Shang-Chi and the Legend of the Ten Rings
- 2021: Raya und der letzte Drache (Raya and the Last Dragon, Stimme)
- 2021: Breaking News in Yuba County
- 2021: Schwanengesang (Swan Song)
- 2022: Die Gangster Gang (The Bad Guys, Stimme)
- 2022: The Boys Presents: Diabolical (Fernsehserie, Episode 1x05)
- 2023: Renfield
- 2023: Arielle, die Meerjungfrau (The Little Mermaid, Stimme)
- 2023: Quiz Lady (auch Produzentin)
- 2023: Raus aus dem Teich (Chump, Stimme)
- 2024: Kung Fu Panda 4 (Stimme)
- 2024: IF: Imaginäre Freunde (IF, Stimme)
- 2024: Ein Jackpot zum Sterben! (Jackpot!)
- 2025: Black Mirror (Fernsehserie, Episode 7x03)
- 2025: Poker Face (Fernsehserie, Episode 2x09)

## Darstellerische Auszeichnungen (Auswahl)
British Academy Film Award
- 2020: Nominierung als beste Nachwuchsdarstellerin für den EE Rising Star Award

Critics’ Choice Movie Award
- 2020: Nominierung als beste Hauptdarstellerin für The Farewell

Golden Globe Award
- 2020: Beste Hauptdarstellerin – Komödie oder Musical für The Farewell

Gotham Award
- 2019: Beste Darstellerin für The Farewell

Satellite Award
- 2019: Nominierung als beste Hauptdarstellerin – Drama für The Farewell

## Porträts
Lum wurde in der Dokumentation Bad Rap neben anderen aufstrebenden asiatisch-amerikanischen Rappern wie Dumbfoundead, Rekstizzy und Lyricks porträtiert.

## Fußnote
1. ↑  
Der chinesische Familienname mit der Schreibung als „Lum“ ist eine Ad-hoc-Umschrift nach der englischen Aussprache und Schreibkonvention des chinesischen Familienname „Lin“ – 林,  Lín, Jyutping Lam4 oder genauer „Lam“ 林, kantonesisch Lam nach der kantonesischen Aussprache.

| Personendaten    | Personendaten                                                                                      |
| ---------------- | -------------------------------------------------------------------------------------------------- |
| NAME             | Awkwafina                                                                                          |
| ALTERNATIVNAMEN  | Lum, Nora (wirklicher Name); 林家珍 (chinesisch); Lín, Jiāzhēn (Pinyin); Lam4, Gaa1zan1 (Jyutping) |
| KURZBESCHREIBUNG | US-amerikanische Rapperin, Moderatorin und Schauspielerin                                          |
| GEBURTSDATUM     | 2. Juni 1988                                                                                       |